# Anders Olsson
Anders Olsson (ur. 19 czerwca 1949 w Huddinge) – szwedzki pisarz, profesor literatury na Uniwersytecie w Sztokholmie, od 2008 członek Akademii Szwedzkiej. 
Olsson jest autorem 15 książek z dziedziny poezji i historii literatury. Na członka Akademii Szwedzkiej wybrany został 22 lutego 2008 i przyjęty 20 grudnia 2008. Anders Olsson zajął fotel nr 4, na którym zastąpił poetę i pisarza Larsa Forssella. W kwietniu 2018, po rezygnacji Sary Danius w związku z kryzysem obyczajowym dotyczącym Akademii, został tymczasowym stałym sekretarzem Akademii Szwedzkiej.